# Celebration (Florida)
Celebration è una census-designated place (CDP) statunitense che sorge nella contea di Osceola, in Florida. Si tratta di una vera e propria città edificata dalla Disney nel 1994, e si estende per circa 27.500 acri. Fu creata dalla Walt Disney Company per trasformare il regno magico della fantasia disneyana in realtà concreta del vivere quotidiano.
Fino al 2004, la Disney controllava gran parte della cittadina, infatti alcune unità operative della società occupavano diversi edifici pubblici di Celebration. Inoltre due compagnie (Smart City Telecom e Reedy Creek Energy Services) che forniscono servizi alla comunità, operano anche nel vicino parco di Walt Disney World. Anche geograficamente Celebration è connessa alle strutture del parco divertimenti: la sua via principale, la World Drive, inizia infatti nei pressi di Magic Kingdom.
L'ufficio postale di Celebration è stato progettato dall'architetto Michael Graves, e il municipio da Philip Johnson.
Al 2020, conta circa 11.000 abitanti.

## Storia

### Il progetto iniziale
Celebration nacque dall'adattamento di un'idea dello stesso Walt Disney che, nei primi anni '60, aveva iniziato a progettare una città tecnologica e futuristica che avrebbe voluto chiamare EPCOT (acronimo di "Experimental Prototype Community of Tomorrow", ovvero "Prototipo sperimentale di comunità del futuro"). Dopo la morte di Disney, il 15 dicembre 1966, suo fratello Roy O. Disney prese in mano le redini della società, ma, senza il più influente fratello in vita, non riuscì a convincere il consiglio di amministrazione della compagnia ad avallare il progetto che, dopo la morte dello stesso Roy, avvenuta nel 1971, rimase per sempre nell'oblio. Dieci anni dopo, Card Walker, nuovo CEO della Disney alla morte di Roy, provò nuovamente a riesumare il progetto, ma questa volta sotto forma di un parco di divertimenti chiamato Epcot Center che aprì nel 1982 e che poco (o nulla) aveva a che vedere col progetto di Disney. Circa 10 anni dopo, nei primi anni '90, la Disney decise infine di mettere in pratica parte dell'idea iniziale di Disney, ovvero di dare vita a una comunità interamente gestita dalla compagnia che fosse simile a una cittadina ideale abitabile in sicurezza. Rispetto al progetto iniziale, la città non sarebbe stata caratterizzata dal modernismo e dal futurismo, ma sarebbe stata invece progettata sulla base del neourbanesimo, nonostante alcune idee di Disney vennero comunque incorporate nel progetto.

### Progettazione, costruzione e primi anni
Nei primi anni Novanta, la Disney Development Company (DDC) fondò la Celebration Company per edificare un centro abitato in un'area di 20 km² nel sud del distretto di Reedy Creek. L'investimento complessivo venne stimato all'epoca in 2,5 miliardi di dollari. Il progetto generale venne preparato dalla società di architettura Cooper, Robertson & Partners e da Robert A. M. Stern, mentre le aree verdi, i paesaggi e i percorsi pedonali vennero disegnati dalla AECOM.

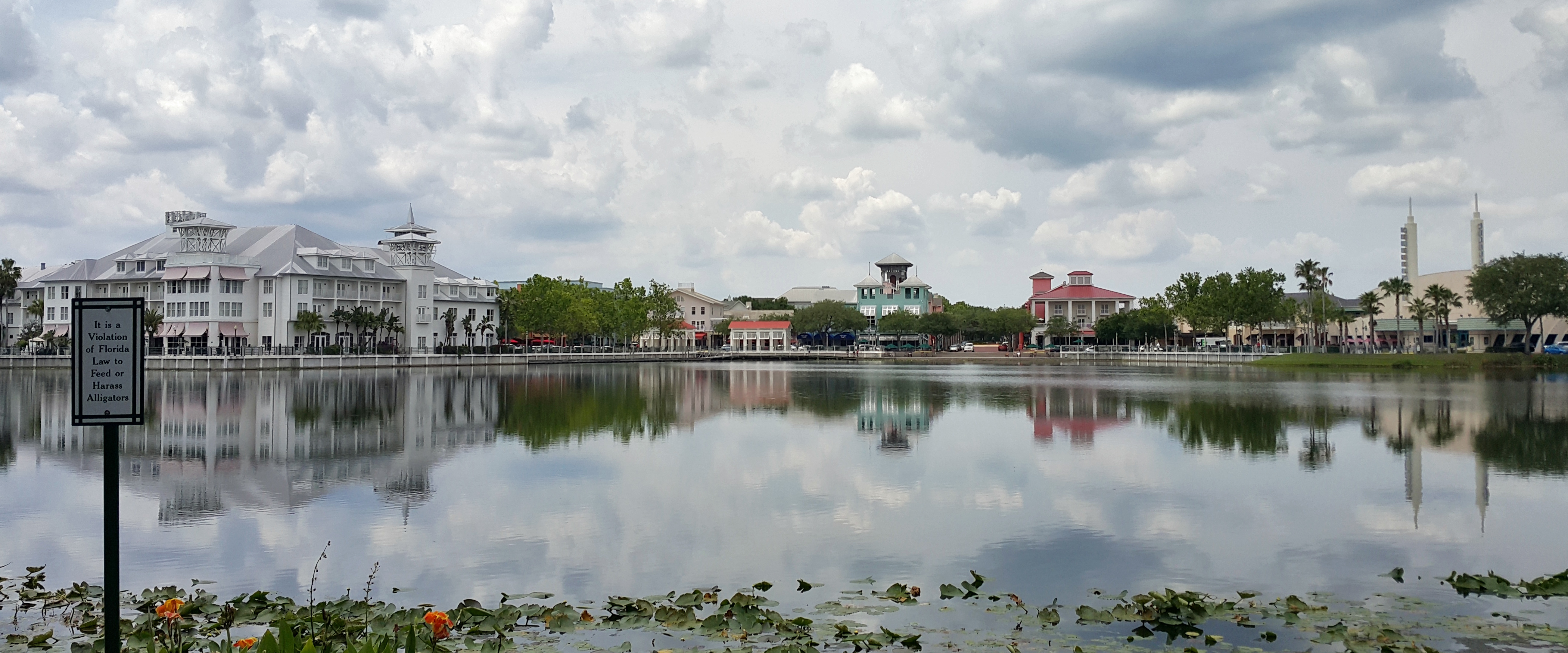
Downtown a Celebration

La sua costruzione iniziò nel 1994. Celebration venne progettata con l’obiettivo di essere una sorta di versione abitabile della Main Street U.S.A., la famosa via fittizia che si trova all'ingresso di tutti i parchi Disney in stile Disneyland o Magic Kingdom, e di ricreare quindi un ambiente di totale quiete e tranquillità pensato principalmente per il ceto medio americano.

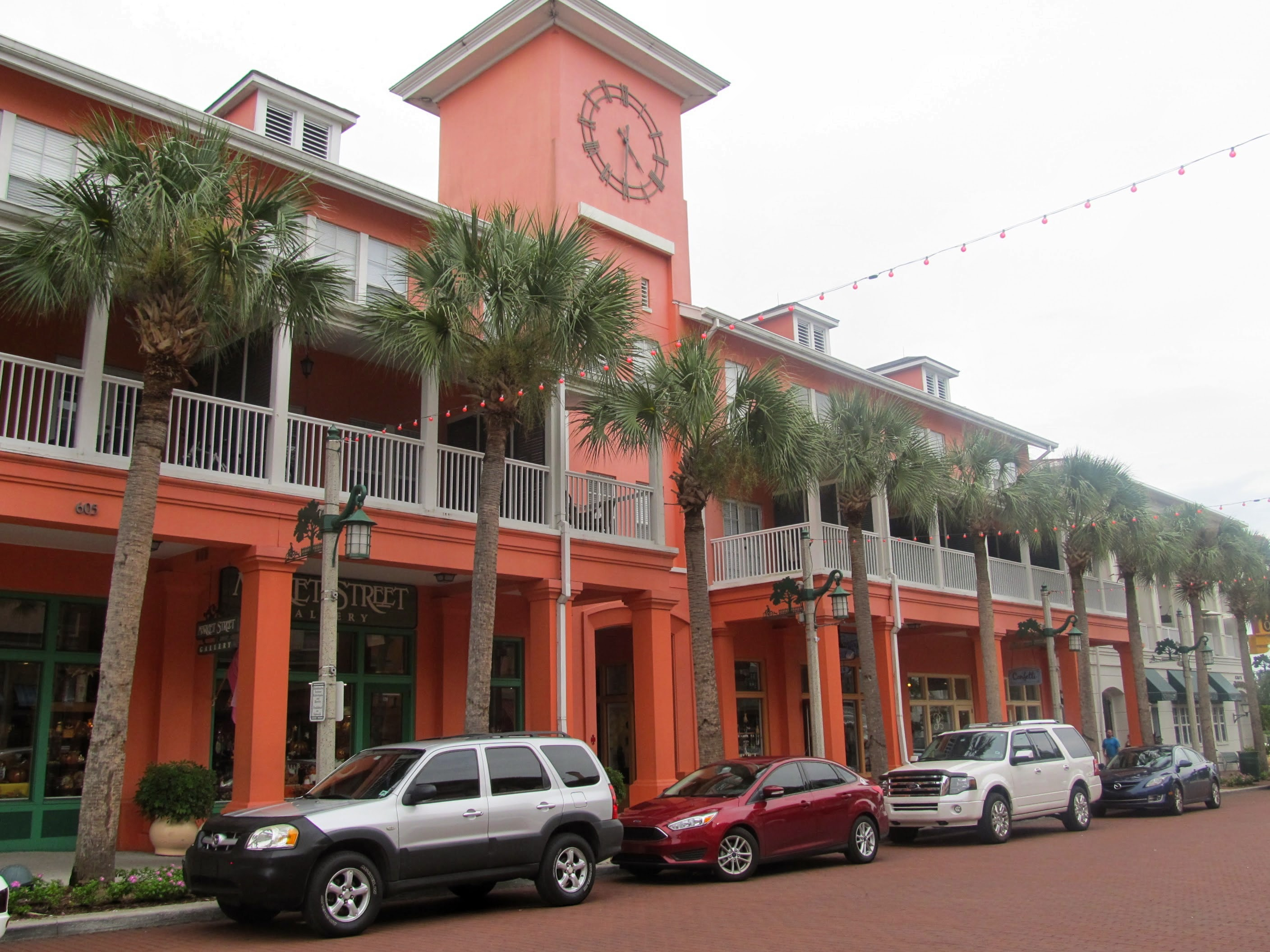
Un particolare dello stile del centro città

Un prototipo di città ideale che aveva l’intento di essere da esempio per gli altri agglomerati cittadini. Tant’è che ai primi abitanti insediatisi veniva addirittura richiesto di partecipare a un seminario su come essere "buoni cittadini". Il programma di Celebration è la riproduzione dei luoghi che caratterizzavano l'età della quiete, della sicurezza e della stabilità, quando la società non era ancora minacciata dai pericoli della modernità.
Essa si rivolgeva all'insicura classe media, ancora nostalgica della vita "tranquilla" vissuta dai propri padri, in luoghi in cui i bambini potevano giocare in sicurezza per strada e in cui i vicini di casa erano tutti amici. Il progetto attirò l’interesse di numerose persone; il 18 novembre 1995 ben 1.200 persone (su circa 5 mila che parteciparono alla lotteria) versarono una caparra di mille dollari per potersi aggiudicare la possibilità di possedere una delle 474 case a Celebration. Le case venivano vendute per un minimo di 124.000 dollari, un prezzo del 20% al di sopra della media degli Stati Uniti in quel momento. Nel giugno 1996, la prima famiglia vi si insediò. Celebration non fu pensata per ospitare una popolazione molto numerosa, ma, al 2020, ha raggiunto una popolazione di circa 11 mila persone. Nel 2001, è stata nominata "New Community of the Year" dallo Urban Land Institute. L'intera area è stata ceduta da Walt Disney Company alla società newyorkese Lexin Capital che formalizzò l'acquisto nel 2004 per circa 42 milioni di dollari. Quando la recessione della fine degli anni 2000 ha colpito gli Stati Uniti, la Florida è stata duramente colpita, costringendo molti residenti di Celebration a vendere. I prezzi degli immobili sono scesi di circa il 60%, il cinema locale ha chiuso nel 2010 così come diversi negozi mentre atti di vandalismo e furti in città sono saliti alle stelle.

## Lo stile

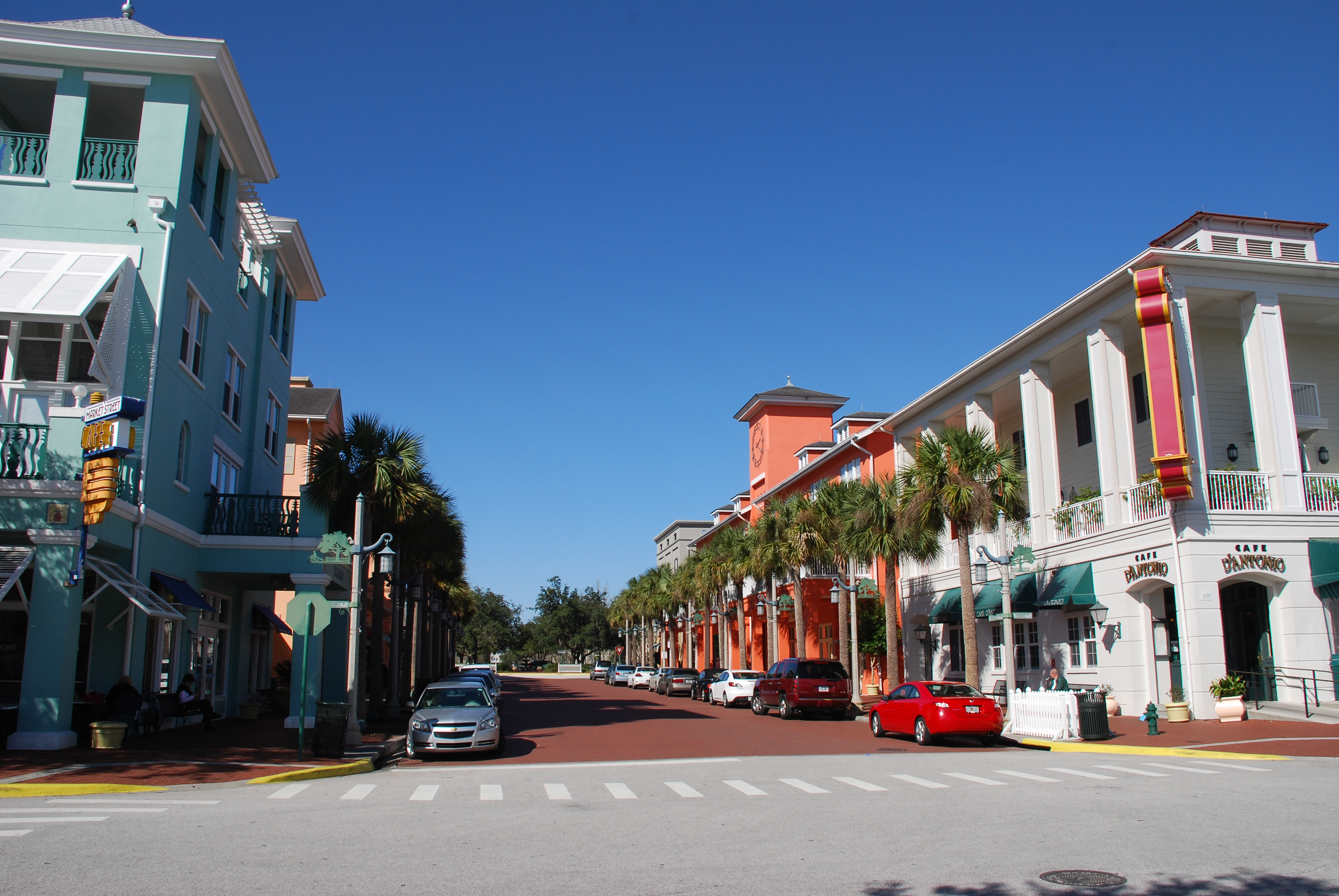
Market Street a Celebration

Celebration si sviluppa a forma di mezza luna fra laghetti, campi da golf e foreste tropicali in miniatura a mezzo miglio dalla vetusta 912, un'antica strada di collegamento fra la moderna A4 che attraversa da est a ovest la Florida e finisce a Tampa e la A1 che risale la costa est su fino al nord; sui bordi di essa è cresciuta e proliferata la Florida dell'Outlet, dello sconto, del Motel a 30 dollari, dei Wallgreen, degli House Depot, dei centri commerciali in genere, quel commercio che per ogni dollaro guadagnato dalla Disney ne guadagna due solo seguendo la “scia” dei turisti attratti dalla grande multinazionale dell'intrattenimento.
In Celebration sono state costruite abitazioni progettate secondo 6 differenti stili architettonici: classico, vittoriano, coloniale, costiero, mediterraneo e francese.
Quando si acquista una casa si può scegliere solo fra questi modelli e in certe zone la scelta si restringe a un modello e basta.
La distanza massima fra gli immobili non può superare i nove metri. In linea con l'aspetto fantastico/artificiale della città, dietro le case sono state costruite strade speciali in modo che le auto e i bidoni della spazzatura fossero fuori vista. La città è controllata da un complesso sistema di sicurezza elettronico basato su una rete a fibre ottiche. Al centro della cittadina vi sono la maggior parte delle attività commerciali, che si trovano quasi tutte intorno a un grande lago artificiale, e alcuni edifici sembrano versioni reali di quelli della Main Street U.S.A. dei parchi a tema Disney, qui vi sono alcuni ristoranti, alcuni piccoli negozi, una biblioteca, un ufficio postale, un parco per cani e un cinema (abbandonato nel 2010). La città ospita anche molti mercati contadini settimanali e alcuni festival gastronomici mensili.

## Controversie

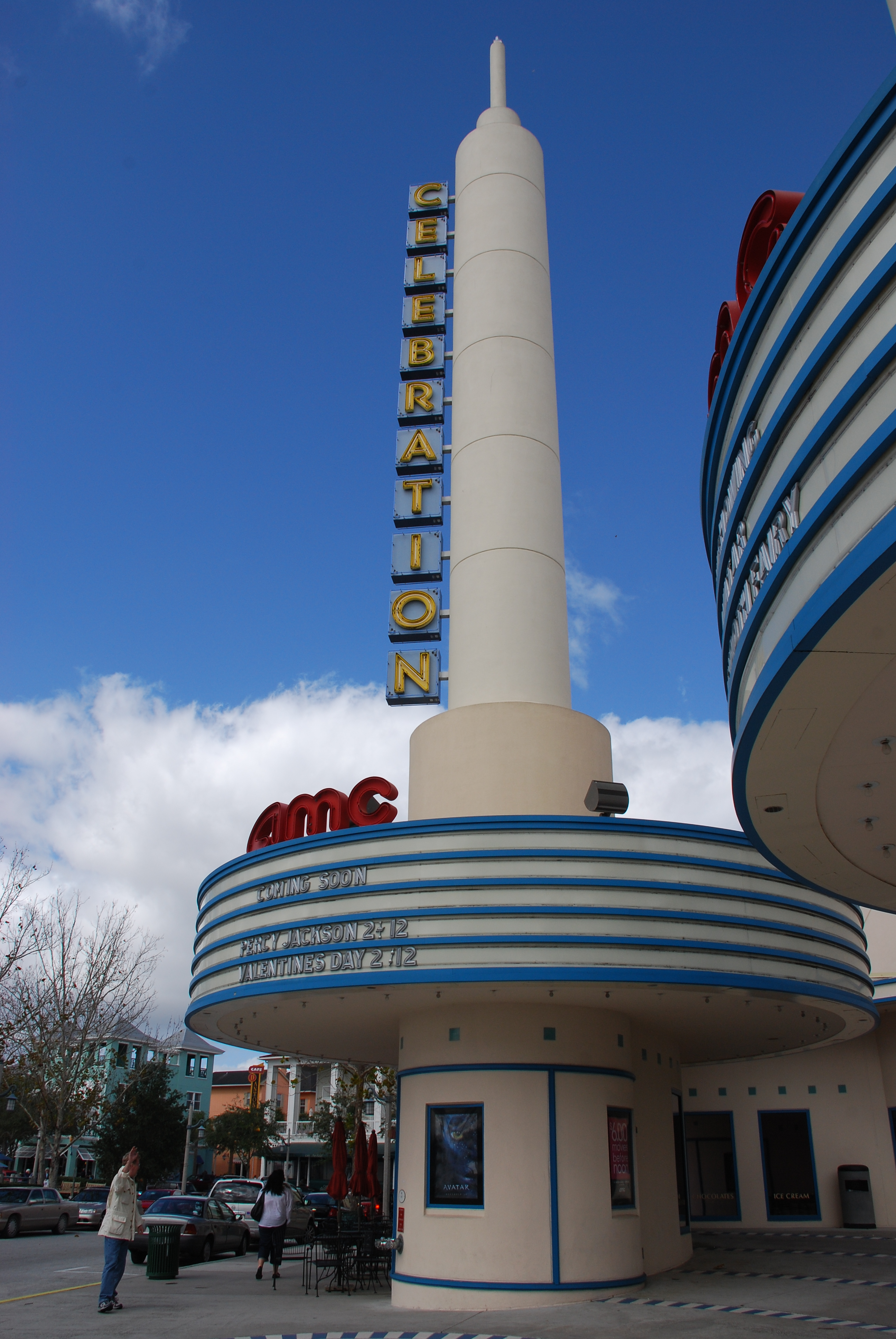
L'edificio del cinema in stile Art Déco (abbandonato nel 2010) a Celebration

Durante la "gestione Disney" (1994-2004) e, in parte, anche dopo, gli abitanti che acconsentivano a vivere nella cittadina dovevano sottostare inizialmente ad alcune bizzarre regole; una di queste prevedeva che ogni casa dovesse avere un "hidden Mickey" ovvero un'immagine della sagoma di Topolino nascosto da qualche parte nella proprietà. Vi era un libro dei regolamenti di 160 pagine che i residenti avrebbero dovuto seguire che comprendeva un elenco di piante che erano autorizzate nei loro giardini. I residenti potevano usare solo alcuni colori di tende, dovevano mantenere il prato a una certa altezza e ogni casa doveva avere un design diverso dalla casa vicina. Le case erano costruite solo secondo il progetto dei sei diversi stili architettonici sopracitati, che erano gli unici autorizzati dalla Disney, per lo più caratterizzati da ampi portici, cortili spaziosi e potevano essere dipinte solo di bianco, giallo, rosa, marrone chiaro o azzurro. Anche dopo la vendita nel 2004, la Disney pretese di mettere per contratto che, anche dopo la cessione, quelli dovevano essere gli unici stili architettonici consentiti. Della musica veniva regolarmente riprodotta da altoparlanti nascosti tra le palme mentre altri alberi avevano altoparlanti che suonavano senza fine il canto degli uccelli.
Nel corso degli anni, diverse altre critiche vennero fatte alla cittadina, che vanno dalla cattiva gestione e al decadimento delle strutture, alla pessima istruzione delle scuole o all'insieme delle regole e dell'aspetto generale, che molti detrattori hanno definito fin da subito "artificiale" e "raccapricciante" mentre altri hanno confrontato la cittadina alla città artificiale presente nel film di Jim Carrey The Truman Show, uscito nel 1998, due anni dopo la messa in vendita delle prime case di Celebration.